# Roestam Omarov
Roestam Omarov (Almaty, 4 december 1987) is een Kazachs voetbalscheidsrechter. Hij is in dienst van FIFA en UEFA sinds 2024. Ook leidt hij sinds 2017 wedstrijden in de Premjer-Liga.
Op 16 september 2017 leidde Omarov zijn eerste wedstrijd in de Kazachse nationale competitie. Tijdens het duel tussen Tobyl Qostanay en Ordabası Şımkent (0–0) trok de leidsman vijfmaal de gele kaart, waarvan twee voor dezelfde speler. Zijn eerste interland floot hij op 7 juni 2024, toen Wit-Rusland met 0–4 verloor van Rusland door doelpunten van Ivan Obljakov, Konstantin Tjoekavin en Fjodor Tsjalov (tweemaal). Tijdens deze wedstrijd deelde Omarov aan de Wit-Rus Valerij Gromyko een gele kaart uit.

## Interlands
| Datum       | Plaats             | Wedstrijd             | Uitslag | Competitie        | Kreeg geel | Kreeg voor de tweede keer geel en dus rood | Weggestuurd |
| ----------- | ------------------ | --------------------- | ------- | ----------------- | ---------- | ------------------------------------------ | ----------- |
| 7 juni 2024 | Minsk, Wit-Rusland | Wit-Rusland – Rusland | 0 – 4   | Vriendschappelijk | 1          | 0                                          | 0           |

Laatst bijgewerkt op 27 juni 2024.